# Первомайська територіальна громада (Миколаївський район)
Первомайська територіальна громада — територіальна громада в Україні, у Миколаївському районі Миколаївської області, з адміністративним центром у селищі міського типу Первомайське.

## Загальна інформація
Площа території — 390,4 км², населення громади — 9 493 особи, з них: міське населення — 2 730 осіб, сільське — 6 763 особи (2020 р.).

## Населені пункти
До складу громади увійшли селища Заводське, Засілля, Квітневе та села Білозірка, Благодатне, Киселівка, Костянтинівка, Максимівка, Новомиколаївка, Новоселівка, Партизанське.

## Історія
Створена у 2020 році, відповідно до розпорядження Кабінету Міністрів України № 719-р від 12 червня 2020 року «Про визначення адміністративних центрів та затвердження територій територіальних громад Миколаївської області», шляхом об'єднання територій та населених пунктів Первомайської селищної, Білозірської, Новомиколаївської, Партизанської сільських рад Вітовського району та Киселівської сільської ради Снігурівського району Миколаївської області.